# Ungerundeter halboffener Zentralvokal
Lautliche und orthographische Realisierung des ungerundeten halboffenen Zentralvokals in verschiedenen Sprachen:
- Englisch [ɜ̝ː] (RP und AuE): er, ir, or, ur, ear (werden alle nicht zwangsläufig so ausgesprochen)
  - Beispiele: fur [fɜ̝ː], her [hɜ̝ː], shirt [ʃɜ̝ːt], world [wɜ̝ːɫd], pearl [pʰɜ̝ːɫ]
- Paicî: [mbʷɜ̄] Rest
- Schwäbisch:
  - [⁠ɜ⁠]: Aussprache des schriftdeutschen <en>
    - Beispiele: machen ['maχɜ]

  - [ɜi]: Aussprache des mittelhochdeutschen Langvokals î
    - Beispiele: drei [dʁɜi], weiß (Farbe) [vɜis]

  - [ɜ:]: einige Wörter mit veränderter Aussprache im Vergleich zum Deutschen
    - Beispiele: Maa („Mann“) [mɜː], naa („hin“) [nɜː]